# Philippe Boronad
Pour les articles homonymes, voir Boronad.
 (janvier 2017).
Si vous disposez d'ouvrages ou d'articles de référence ou si vous connaissez des sites web de qualité traitant du thème abordé ici, merci de compléter l'article en donnant les références utiles à sa vérifiabilité et en les liant à la section « Notes et références ».
Philippe Boronad est un metteur en scène et comédien français. Il est directeur artistique du Carré Ste-Maxime.

## Biographie
Né le 19 juillet 1969 dans le sud de la France, Philippe Boronad commence sa carrière comme comédien permanent au Centre Dramatique National de Montreuil dès 1992.
Il interprète plus d’une trentaine de pièces, d'auteurs classiques (Eschyle, Sophocle, Shakespeare, Molière, Marivaux, Sartre, Camus, Tardieu, Maupassant, etc.) et contemporains (Monique Enckell, Louis Chamack, Karol Wojtyla, etc.).
Désireux de poursuivre son parcours en tant que metteur en scène, il crée artefact en 2002, compagnie de théâtre spécialisée dans les nouvelles écritures du spectacle vivant. Fonder cette structure amplifie sa relation aux territoires, soulignant les enjeux et les difficultés du développement d’un projet artistique au cœur de bassins de vie très contrastés. Dans ce cadre, il est missionné par des théâtres et des associations départementales pour développer, aux côtés de la diffusion de ses créations, de nombreux outils de médiation ainsi que des formes de théâtre à géométrie variable pour participer à l’irrigation culturelle de territoires à fort déficit infrastructurel, en allant à la rencontre des publics.
Très tôt conscient des enjeux de la démocratisation culturelle et de la question des publics, notamment pour avoir commencé sa carrière au C.D.N. de Montreuil alors dédié au Jeune Public, il met en œuvre durant toute sa carrière de nombreux dispositifs de médiation dont un partenariat avec de nombreuses O.N.G. (Amnesty International, Green Peace, Collectif argentin pour la mémoire, etc.). Il assume également, dans le cadre de la direction artistique et de son compagnonnage avec différents théâtres, un enseignement artistique en direction de tous les publics (ESSEC  – Département Sciences Humaines, Universités, IUT pôle Image, lycées – classes à option artistique, stages en direction des professionnels et des enseignants, formateur et examinateur Bac théâtre).
Convaincu que le théâtre peut être un média privilégié et décalé de notre société, Philippe Boronad a pour démarche de questionner notre époque, abordant tour à tour les thèmes de l'écologie et du développement durable, de la question du partage et de l'exercice du pouvoir au sein d'un monde globalisé, de l'enfermement et du fanatisme, de la famille, de la question du genre et de la quête d'identité. Poursuivant une pratique de yoga avancée, son travail scénique est en quête d'une approche perceptuelle nouvelle. Cette discipline, associée à l'engagement sociétal de son théâtre, participe à la singularité de son identité artistique.
Considérant la direction d'un théâtre comme une suite logique à son parcours, il assure la direction artistique du Carré Ste-Maxime depuis 2008, nouvelle scène de la région PACA. À ce titre, il conçoit et fait évoluer un projet artistique susceptible d’accroître la compétitivité et l’attractivité du territoire en le dotant d’un nouveau pôle de qualité de vie. Posée dès les prémisses non seulement comme une impérative nécessité mais avant tout comme une philosophie d’action, son projet valorise la mise en place de flux d’échanges autour de la création artistique dans un esprit festif et ludique privilégiant l’immersion, la participativité et l’interactivité artistes / œuvres / publics. Notamment, il met en œuvre pour Le Carré, Itinérances - Festival d'Automne ; Les Rings croisant chercheurs, industriels, technologues et artistes autour des NTIC ; un programme d'installations numériques et interactives en direction des familles ; Les Nuits Singulières du Carré, rendez-vous inédits, participatifs, festifs et immersifs fédérant les publics; etc. À travers la ligne éditoriale et les actions culturelles déployées sous sa direction artistique, Le Carré Ste-Maxime développe avec les populations de nouvelles formes de vivre ensemble, rencontrant 230 000 visiteurs annuels sur son site et 24 000 publics annuels.
Dans le contexte actuel de recul des financements publics, de crise économique durable altérant les priorités de consommation aux dépens de la culture, d’évolution des pratiques culturelles manifestant le recul relatif des comportements de spectateurs, de risques d’asphyxie de l’économie de la production et de la diffusion du spectacle vivant, Philippe Boronad considère la rencontre des publics, ainsi que la capacité d’adaptation et d’innovation des projets artistiques comme de plus en plus cruciales, non seulement pour assurer la jonction entre l’offre et la demande artistiques, mais aussi pour fédérer et élargir le champ des spectateurs en développant une convivialité d’accueil et une culture du partage. Aussi il veille à promouvoir des dynamiques de réseaux et à rechercher de nouvelles articulations pour rationaliser le circuit  production / diffusion / action culturelle. Favorisant le soutien à l'émergence et aux compagnies régionales, il met en œuvre à la tête du Carré de nombreux compagnonnages artistiques, notamment avec Fabrice Murgia, Nicolas Liautard, DeLaVallet Bidiefono, Yoann Bourgeois, David Bobée ou encore la compagnie d'A côté, apportant autant que possible un soutien en production et résidence. 

## Écritures numériques - artefact-lab
Poursuivant un travail sur la transdisciplinarité et l'utilisation des nouvelles technologies au plateau, Philippe Boronad a créé une équipe pluridisciplinaire de recherche portant sur les développements des nouvelles technologies appliquées au spectacle vivant, réunissant développeurs informatiques, chercheurs, ingénieurs spécialisés (son, vidéo, programmes), plasticiens, musiciens, chorégraphes, auteurs, industries créatives. Le laboratoire de recherche a préfiguré la conception et le montage des créations.

## Mises en scène
Philippe Boronad a été artiste en compagnonnage de l'Espace Boris Vian - scène conventionnée / Les Ulis (Essonne), de 2011 à 2014 ; du PôleJeunePublic, scène conventionnée / Toulon Provence Méditerranée (Var) au cours de la saison 2013 - 2014.
Il a mis en scène, entre autres :
Braises (création 2014) de Catherine Verlaguet, Editions Théâtrales 2014. Soutiens et coproducteurs : Réseau tribu, Onyx / La Carrière – scène conventionnée / St-Herblain, Espace Boris Vian – scène conventionnée / Les Ulis, Scène Watteau - scène conventionnée / Nogent-sur-Marne, PôleJeunePublic - scène conventionnée / Toulon Provence Méditerranée, Théâtre de Grasse - scène conventionnée, Théâtre du Briançonnais – scène conventionnée d’ici et d’ailleurs, Théâtre de l’Olivier - Istres, La Distillerie – Aubagne, Palais des congrès / Saint-Raphaël, etc.
Owa, quand le ciel s’ouvre (spectacle Jeune public transdisciplinaire, 2011). Soutiens et coproducteurs : Espace Boris Vian – scène conventionnée / Les Ulis, Le Carré Ste-Maxime.
Alaska forever (création transdisciplinaire, 2010). Soutiens et coproducteurs : Châteauvallon – CNCDC, Théâtre Durance – scène conventionnée / Communauté de communes Moyenne Durance, Espace Boris Vian – scène conventionnée / Les Ulis, La Nacelle – scène conventionnée / Aubergenville.
Los Demonios (création transdisciplinaire, 2008) de Valérie Boronad, Editions Belfond, Domaine français, 2008. Soutiens et coproducteurs : La Ferme du Buisson – Scène Nationale de Marne-La-Vallée, Centre Culturel de Ris Orangis.
Roméo et Juliette de Shakespeare (création 2006). Soutiens et coproducteurs : Théâtre de Fontainebleau, Théâtre d'Étampes, Centre Culturel de Ris Orangis.

## Conférences
21 juillet 2014 – Festival d’avignon, Un chorégraphe peut-il être à la direction d’un équipement culturel pluridisciplinaire ? Avec Didier Deschamps, directeur du théâtre National de Chaillot, Daniel Larrieu, chorégraphe, Christophe Haleb, chorégraphe. Cloître St-Louis, Avignon.
19 juin 2013 - Festival Sons de plateaux #7, GRIM - Marseille, Journée d'études Publics, pratiques et numériques. Avec Jean-Paul Fourmentraux, Professeur des Universités, chercheur à l'EHESS Paris, Yannick Vernet, président de Design The Future Now et responsable des projets numériques à l'Ecole Nationale de la Photographie, Annie Chevrefils-Desbiolles, inspectrice de la création, des enseignements artistiques et de l’action culturelle, DGCA. Organisée par Aix Marseille Université et le GRIM (Groupe de Recherche et d'Improvisation Musicales, scène musicale de Montévidéo).
29 novembre 2013 – Momaix 2013, Journée Zoom ARCADE, Aix-en-Provence, L’utilisation des arts numériques dans le spectacle jeune public. Avec Cyrille Teste, metteur en scène, Isabelle Hervouët, metteuse en scène.